# Dušan Makavejev
Dušan Makavejev (Belgrado, 13 oktober 1932 – aldaar, 25 januari 2019) was een Servisch filmregisseur.

## Loopbaan
Dušan Makavejev studeerde eerst psychologie, voordat hij films begon te regisseren. Met zijn documentaire Nevinost bez zaštite (1968) verwierf hij internationale bekendheid. Hij won er de Zilveren Beer mee op het Filmfestival van Berlijn. Zijn film W.R.: Mysteries of the Organism (1971) over de theorieën van de Oostenrijkse psychiater Wilhelm Reich zorgde voor opschudding in Joegoslavië. De film werd verboden en Makavejev werd verbannen. Makavejev immigreerde naar de Verenigde Staten en keerde pas in 1988 terug naar zijn vaderland.

## Filmografie
- 1965 - Čovek nije tica
- 1967 - Ljubavni slučaj ili tragedija službenice P.T.T.
- 1968 - Nevinost bez zaštite
- 1971 - W.R.: Mysteries of the Organism
- 1974 - Sweet Movie
- 1981 - Montenegro
- 1985 - The Coca-Cola Kid
- 1988 - Manifesto
- 1993 - Gorilla Bathes at Noon
- 1994 - Rupa u duši
- 1996 - Danske piger viser alt (segment)